# دانشکده علوم پزشکی جنوب شرق فارس
دانشکده علوم پزشکی جنوب شرق فارس یکی از مراکز آموزش عالی وزارت بهداشت درمان و آموزش پزشکی در شهر داراب است.
د تاریخ ۱۷ تیر ۱۴۰۴ و جلسه ۲۹۵ شورای گسترش دانشگاه های علوم پزشکی با با ارتقا دانشکده پیراپزشکی داراب و تأسیس دانشکده علوم پزشکی و خدمات بهداشتی جنوب شرق فارس در داراب موافقت کرد و مدیریت سلامت ۲ شهرستان داراب و زرین دشت را بر عهده دارد.